# 郡山都市圏
郡山都市圏（こおりやまとしけん）とは、福島県中通り中部に位置する郡山市を中心とした都市圏のこと。仙台都市圏に次いで東北地方第二の規模。

## 定義

### 郡山都市圏
日常的・定期的な人の流れや雇用面から見た地域圏
- 郡山市の都市雇用圏（2010年国勢調査基準）の人口は54.5万人（2015年[3]）
- 通勤率 10 % 以下の周辺地域も含めた「中通り中部」の人口は約60万人
- 郡山市・いわき市への通勤・通学人口図 (PDF)

#### 都市雇用圏（10% 通勤圏）の変遷
以下は、郡山市および須賀川市を中心市とする都市雇用圏（10% 通勤圏、中心都市の DID 人口が1万人以上）の変遷である。一般的な都市圏の定義については都市圏を参照のこと。
- 郡山都市圏および須賀川都市圏の 10% 通勤圏に入っていない自治体は、各統計年の欄で灰色かつ「-」で示す。

| 自治体 ('80 - '00) | 1980年                  | 1990年                 | 1995年                 | 2000年                 | 2005年                 | 2010年                 | 2015年 | 自治体 ('15) |
| ------------------ | ----------------------- | ---------------------- | ---------------------- | ---------------------- | ---------------------- | ---------------------- | ------ | ------------ |
| 小野町             | -                       | -                      | -                      | -                      | -                      | 郡山 都市圏 55万4194人 |        | 小野町       |
| 滝根町             | -                       | -                      | -                      | -                      | 郡山 都市圏 54万8310人 | 郡山 都市圏 55万4194人 |        | 田村市       |
| 都路村             | -                       | -                      | -                      | -                      | 郡山 都市圏 54万8310人 | 郡山 都市圏 55万4194人 |        | 田村市       |
| 大越町             | -                       | -                      | -                      | 郡山 都市圏 53万7493人 | 郡山 都市圏 54万8310人 | 郡山 都市圏 55万4194人 |        | 田村市       |
| 常葉町             | -                       | -                      | 郡山 都市圏 52万1116人 | 郡山 都市圏 53万7493人 | 郡山 都市圏 54万8310人 | 郡山 都市圏 55万4194人 |        | 田村市       |
| 船引町             | -                       | 郡山 都市圏 49万3891人 | 郡山 都市圏 52万1116人 | 郡山 都市圏 53万7493人 | 郡山 都市圏 54万8310人 | 郡山 都市圏 55万4194人 |        | 田村市       |
| 三春町             | 郡山 都市圏 34万1004人  | 郡山 都市圏 49万3891人 | 郡山 都市圏 52万1116人 | 郡山 都市圏 53万7493人 | 郡山 都市圏 54万8310人 | 郡山 都市圏 55万4194人 |        | 三春町       |
| 大玉村             | 郡山 都市圏 34万1004人  | 郡山 都市圏 49万3891人 | 郡山 都市圏 52万1116人 | 郡山 都市圏 53万7493人 | 郡山 都市圏 54万8310人 | 郡山 都市圏 55万4194人 |        | 大玉村       |
| 白沢村             | 郡山 都市圏 34万1004人  | 郡山 都市圏 49万3891人 | 郡山 都市圏 52万1116人 | 郡山 都市圏 53万7493人 | 郡山 都市圏 54万8310人 | 郡山 都市圏 55万4194人 |        | 本宮市       |
| 本宮町             | 郡山 都市圏 34万1004人  | 郡山 都市圏 49万3891人 | 郡山 都市圏 52万1116人 | 郡山 都市圏 53万7493人 | 郡山 都市圏 54万8310人 | 郡山 都市圏 55万4194人 |        | 本宮市       |
| 郡山市             | 郡山 都市圏 34万1004人  | 郡山 都市圏 49万3891人 | 郡山 都市圏 52万1116人 | 郡山 都市圏 53万7493人 | 郡山 都市圏 54万8310人 | 郡山 都市圏 55万4194人 |        | 郡山市       |
| 須賀川市           | 須賀川 都市圏 8万0990人 | 郡山 都市圏 49万3891人 | 郡山 都市圏 52万1116人 | 郡山 都市圏 53万7493人 | 郡山 都市圏 54万8310人 | 郡山 都市圏 55万4194人 |        | 須賀川市     |
| 長沼町             | 須賀川 都市圏 8万0990人 | 郡山 都市圏 49万3891人 | 郡山 都市圏 52万1116人 | 郡山 都市圏 53万7493人 | 郡山 都市圏 54万8310人 | 郡山 都市圏 55万4194人 |        | 須賀川市     |
| 岩瀬村             | 須賀川 都市圏 8万0990人 | 郡山 都市圏 49万3891人 | 郡山 都市圏 52万1116人 | 郡山 都市圏 53万7493人 | 郡山 都市圏 54万8310人 | 郡山 都市圏 55万4194人 |        | 須賀川市     |
| 鏡石町             | 須賀川 都市圏 8万0990人 | 郡山 都市圏 49万3891人 | 郡山 都市圏 52万1116人 | 郡山 都市圏 53万7493人 | 郡山 都市圏 54万8310人 | 郡山 都市圏 55万4194人 |        | 鏡石町       |
| 玉川村             | -                       | 郡山 都市圏 49万3891人 | 郡山 都市圏 52万1116人 | 郡山 都市圏 53万7493人 | 郡山 都市圏 54万8310人 | 郡山 都市圏 55万4194人 |        | 玉川村       |
| 天栄村             | -                       | 郡山 都市圏 49万3891人 | 郡山 都市圏 52万1116人 | 郡山 都市圏 53万7493人 | 郡山 都市圏 54万8310人 | 郡山 都市圏 55万4194人 |        | 天栄村       |

#### 交通の変遷
- 国道4号（高度経済成長期までに全線舗装完了とみられる）
- 東北自動車道（1975年郡山IC供用開始。1987年全線開通）
- 東北新幹線（1982年大宮開業、1985年上野延伸、1991年東京延伸）
- 福島空港（1993年開港）
- あさか野バイパス（1995年全線供用開始）
- 磐越自動車道（1997年供用開始）
- あぶくま高原道路（2011年全線供用開始）

### 郡山経済圏
郡山都市圏に依存する経済地域（物販・サービス）
域内人口：106万人
- 中通り中・南部：75万人
  - 中通り中部（郡山市。域内人口：60万人）
  - 中通り南部（白河市。域内人口：15万人）
- 会津地方 ：31万人
  - 会津盆地（会津若松市。域内人口：28万人）
  - 南会津（南会津郡：3万人）

物販・サービス面で、福島都市圏およびいわき都市圏との間でも相互補完関係が見られるが、福島は仙台方面との（参照）、いわきは水戸方面との結びつきの方が現在は強く、郡山経済圏に入っているとは見なされないことが多い。
業務面では、福島都市圏が仙台と繋がりが深くなったために、福島県全体を管轄する業務都市、すなわち、支店経済都市として郡山が注目されるようになり、福島・郡山・いわき・会津の4つに分かれていた支店が郡山に集約される傾向も見られる。
物流面では、東北自動車道と磐越自動車道が交差する郡山ジャンクションの存在や、近々達成される、郡山 - 福島間の国道4号全線片側2車線化（バイパス整備）と、郡山 - いわき間の磐越自動車道全線片側2車線化によって、福島県内における圧倒的優位性を持つ（福島県内の国道4号は、無料の自動車専用道路の区間が長い）。

## 周辺経済圏との関係

### 仙台 vs 郡山 - 福島都市圏を巡る攻防
- 郡山市 - <45 km> - 福島市 - <80 km> - 仙台市

（※距離数は、市庁舎同士の最短距離の概数（MapFan Webで計算））
福島市は郡山市に近く、一つの経済圏を形成しても良さそうであるが、実際には仙台都市圏との繋がりの方が深く、仙台市の経済圏に含まれると見なされている。福島市のタウン情報誌のコンサート・イベント欄では、約8割が仙台都市圏開催、約2割が郡山都市圏開催の情報となっており、この分野での福島都市圏の仙台依存傾向は特に顕著になっている。
福島商工会議所が行った調査によると、福島市から他都市への買物客流出は増加傾向にあり、行き先は、第1位が仙台市 (34 %) 、第二位が郡山市 (22 %) となっている。主な購入品目は衣類、バッグ、アクセサリーである。交通手段は、仙台へは高速バス (34.6 %) 、郡山へは自家用車 (65.5 %) の比率が大きい。すなわち、仙台へは高速バスを利用する十代から二十代の若年層の圧倒的な流出が目立ち、郡山へは車を所有するファミリー層の流出が目立つ構図になっている。
このように、郡山都市圏への流入層が自家用車を利用している点もあり、郡山市では、中心商店街よりも、郊外のロードサイドショップが優位に立っている。一方、中心商店街の再活性化事業として、駐車場対策や、中心商業地内の徒歩でのショッピングの利便性を上げる試みがなされている。中心商業地の回遊性を高めるために、車道を減らしてアーケード街の歩道の幅員を広げる工事を行い、ショッピング以外にも滞在しているだけで楽しめるように、2005年からストリート音楽祭の開催も始まった。
他方、仙台市の中心商店街では、高速バスの停留所がある「一番町三丁目」を中心にブランド街化が進んでいる（→「一番町」）。また、仙台では、長い年月をかけて、街中で無料で楽しめる屋外イベントを多数育てており、「娯楽型都市」としては郡山よりも一日の長がある（→「仙台市#文化・名物」）。
南東北おいては、特に福島都市圏の囲い込みを狙って、仙台都市圏と郡山都市圏が競い合っている。

### 東京 vs 仙台 - 郡山都市圏を巡る攻防
- 東京都 - <225 km> - 郡山市 - <125 km> - 仙台市

（※距離数は、市庁舎（都庁）同士の最短距離の概数（MapFan Webで計算））
従来「首都圏指向が強い」といわれてきた郡山都市圏だが、仙台市都心部一極集中や仙台市の経済圏拡大の影響を受け、仙台への買い物客やレジャー客が増加している。その安価な足として、高速バスの仙台 - 郡山線が増便してきた。しかし一方で、東京の影響力拡大も確実に起こっている。現在、東京と仙台との間で、役割分担を伴った郡山都市圏のシェア争いが起こっている。

#### 生活圏間流動
国土交通省の「全国幹線旅客純流動調査」の生活圏間流動において、郡山を出発地とする目的地は以下のようになっている。ただし、同調査では同じ都道府県内の生活圏へのデータがないため、それらを除く。
- 207地域生活圏 (PDF) （2006年3月末現在）
- 東北地方は白地、関東地方は「■」、それ以外は「■」。

出発地：郡山
| 順 | 目的地     | 万人/年 |
| -- | ---------- | ------- |
| 1  | 仙台       | 147.7   |
| 2  | 那須       | 69.2    |
| 3  | 東京23区   | 66.2    |
| 4  | 宇都宮     | 40.5    |
| 5  | 浦和       | 36.5    |
| 6  | 水戸・日立 | 35.8    |
| 7  | 山形       | 20.5    |
| 8  | 新潟       | 16.3    |
| 8  | 横浜       | 16.3    |
| 10 | 船橋       | 16.0    |

居住地：郡山
| 順 | 目的地     | 万人/年 |
| -- | ---------- | ------- |
| 1  | 仙台       | 50.3    |
| 2  | 東京23区   | 40.1    |
| 3  | 米沢       | 21.6    |
| 4  | 那須       | 18.9    |
| 5  | 水戸・日立 | 12.9    |
| 6  | 宇都宮     | 8.7     |
| 7  | 札幌       | 4.4     |
| 8  | 千葉       | 4.0     |
| 9  | 浦和       | 3.7     |
| 10 | 新潟       | 3.4     |

#### 都市間バス
福島 - 郡山 - 東京では、高速バスの他、ツアーバスも運行されており、昼行便で福島発2500円程度、郡山発2000円程度、夜行便で福島発3500円程度、郡山発3200円程度となっている。
- 郡山 - 仙台（高速バス）: 約2時間、片道1300円（6枚回数券利用）、28往復/日

- 郡山 - 東京
  - ツアーバス：4時間、片道2100円（最安値、昼行便）、5往復/日
  - あぶくま号（高速バス）：4時間、片道4000円・往復7200円（7日間有効）（昼行便）、片道3200円（早売21利用）、12往復/日

## 郡山都市圏の成立史
1615年の参勤交代の制度化により、当時の郡山村に奥州街道の郡山宿が設置され、1643年以降は二本松藩の領地となった。江戸時代を通じて、現在の福島県の範囲は、数多くの藩の本領や分領、天領や旗本領があり、幕末期で見ても11藩の本領と14藩の分領が乱立する状態であった。現福島県内最大の藩である会津藩23万石の城下町・若松が最大都市であったが、他には養蚕業が発達していた福島藩3万石の城下町・福島、白河藩の城下町・白河、磐城平藩3万石の城下町・磐城平、中村藩6万石の城下町・中村が比較的大きな都市として存在したが、それぞれ別の藩の城下町であって関連は薄く、郡山は単なる一宿場町の地位にあって交通の要衝でもなかった（会津道は奥州街道と白河城下で分岐、また郡山の北・本宮宿でも会津街道、三春街道、相馬街道が分岐している。）。又、郡山宿がある郡山盆地（安積原野）は水利が悪く、原野が広がっていた。
明治時代に入り、廃藩置県によって藩が廃止され、士族の特権も徐々に廃止されるなど、武士階級の没落が始まった。この時、「殖産興業」と「士族授産」の目的で、県や国の開拓事業として郡山盆地の開墾事業が開始された。安積疏水（猪苗代湖と郡山の間にある山に導水トンネルを掘って、郡山盆地に灌漑用水を引く）の事業により、郡山盆地の水利は劇的に向上し、1870年代末からは各地の士族が当地に続々と入植を開始し、結果、全国の9藩から約2000人が郡山に移住した（安積疏水は、1881年に全てが完成した）。疏水完成は、農業用水としての利用のほかに、水力発電による電力と工業用水の供給を実現させ、製糸・紡績業が盛んになった。すると、人口の増加と商業の発展が起こり、疏水の飲用水利用も下支えになって郡山の都市としての発展が始まった。すなわち、安積疏水によって、農・工・商、全ての発展が始まったことになる。
このような郡山盆地の変化の流れの中で、1876年8月21日には、若松県（会津地方）・福島県1876年以前（中通り）・磐前県（浜通り）の3県が合体合併され、現在の福島県が設置された。この時、県下1位の都市で旧若松県庁所在地であった若松町（21,584人）ではなく、陸羽街道（旧奥州街道）沿いの福島町（16,629人。県下2位）に県庁が置かれ、中通り優越の時代が始まった。
その後の郡山は、東北本線・上野 - 郡山開通（1887年）、郡山 - 若松間鉄道開通（1899年、後の磐越西線）、磐越東線開通（1917年）、水郡線開通（1934年）などの鉄道開通によって、交通の要衝という地位も得ることとなる。すると郡山は、町制施行（1889年）、市制施行（1924年、人口約4万人）と発展していき、1935年には人口5万4709人となって、福島県下一の都市に成長した。
戦後になると、郡山市は新産業都市の指定（1962年）を受け、京浜工業地帯の企業が郡山に進出するようになって、工業都市として発展した。また、国道4号・東北自動車道・東北新幹線の開通により、更に交通の要衝としての地位を確立していった。近年では、1997年に全通した磐越自動車道の開通や、郡山近郊に設置された福島空港により、東北有数の工業・流通地区となって、郡山都市圏（60万人）、列びに郡山経済圏（100万人）は、東北第二の都市圏・経済圏に成長した。
現在の郡山都市圏は、民放テレビ局2局と県域放送FM局1局、cFM2局を持ち、中通りの情報発信地としても機能している（県庁所在地である福島市には、NHK、民放テレビ局2局、cFM1局がある）。また、歌手の全国ツアーが福島県で開催される場合、基本的に郡山での開催となり、文化受容においても福島県の中心的役割を担うようになっている。
東北地方の県庁所在地や中核都市が、江戸時代からの城下町や重要港町を基礎にして発展してきた歴史を持っている中で、郡山市だけが北海道のような明治以降の開拓の歴史を持っており、「東北の中の札幌」のような、異質な存在となっている。
郡山都市圏は、岩手県の北上都市圏と共に、今後も東北地方の内陸工業・流通都市として発展していくと考えられている。

## メディア
- 福島中央テレビ（郡山市。日本テレビ系列。福島民友傘下）
- 福島放送（郡山市。テレビ朝日系列）
- ふくしまFM（郡山市。県域放送FMラジオ局 JFN系列）
- 郡山コミュニティ放送（郡山市。cFM）
- FM Mot.com（本宮市。cFM）
- こおりやま情報（郡山市。タウン情報誌）

## 交通網

### 鉄道
- 東北新幹線
- 東北本線
- 磐越東線・磐越西線
- 水郡線

### 主な道路
高速道路
- 東北自動車道
- 磐越自動車道
- あぶくま高原道路

一般道路
- 国道4号
- 国道49号
- 国道118号
- 国道288号
- 国道294号
- 国道349号